# 歴史劇
歴史劇（れきしげき）は、歴史を素材にした演劇。史劇（しげき）とも呼ばれ。日本語の語感では、シェイクスピアに代表されるような西洋の作品を「史劇」、日本史に題材を取った演劇、特に現在ではテレビドラマを「歴史劇」と呼ぶことが多い。英語では、historical play ないし chronicle play と呼ばれるが、period piece または period drama（時代劇）とも呼ばれる。
英文学においては、特に断りがない場合には、シェイクスピアの一連の歴史を扱った劇を指すことが多い。
日本の歴史上の題材を扱ったものは時代劇と呼ばれることが多い。時代小説と歴史小説の区別がそうであるように、時代劇よりも史実に近いものを「歴史劇」（史劇）と呼ぶことも考えられるが、実際には日本以外のものを「歴史劇」、日本国内のものを「時代劇」と呼び分けていることが少なくない。